# Koncert za klavir in orkester (Skrjabin)
Koncert za klavir in orkester Aleksandra Nikolajeviča Skrjabina v fis-molu je skladateljevo zgodnje delo. Nastajal je od oktobra 1896 do aprila 1897, še preden se je skladatelj dokončno podal na nova pota kompozicijskega sloga. Prvič ga je izvedel sam v Odesi 23. oktobra 1897. Dirigent je bil njegov prijatelj in nekdanji učitelj Nikolaj Safonov. Prvi stavek koncerta zaznamuje nežna Chopinova poetika. Sonatna forma ima v ekspoziciji tri tematske sklope (drugi je plesni vložek v unisonu) in poduhovljeno mahlerjansko codo. Drugi stavek v Fis-duru (v spektru Skrjabina pripada tej tonaliteti nebesna modrina) se začne z nežno temo v pridušenih godalih, ki ji sledi pet variacij. Finale, sonatni rondo s kratko izpeljavo in dolgo, patetično codo, je eden zadnjih trenutkov čistega romantičnega navdiha v evropski glasbi.  